# Пасео-дель-Прадо
Пасео-дель-Прадо — бульвар в Мадриде, объект культурного наследия. Он проходит по оси север-юг, от площади Сибелес до площади Императора Карла V, известной как Глориета-де-Аточа. На полпути он соединяется с площадью Пласа-де-ла-Леальтад и площадью Кановас-дель-Кастильо, где расположен фонтан «Нептун».
На Пасео-дель-Прадо расположены важнейшие музейные достопримечательности Испании. Здесь находятся музеи Прадо и Тиссена-Борнемисы, а также Центр искусств королевы Софии. В туристической среде бульвар известен под названием «Пасео» или «Золотой треугольник искусств».
На этой аллее располагаются различные памятники и места, представляющие исторический и художественный интерес, построенные в XVIII веке в рамках проекта городской застройки Пасео-дель-Прадо. Заслуживают внимания здание Виллануэва (главное здание музея Прадо), Королевский ботанический сад и скульптурные группы фонтанов Нептуна, Кибелы и Аполлона.

27 января 2015 г. «Район Ретиро и Прадо в Мадриде» был включен в Предварительный список Всемирного наследия Испании в категории культурных ценностей (№ 5977).

## Происхождение названия
Своим названием бульвар обязан ныне исчезнувшей «Прадо-де-лос-Иеронимос», группе земельных участков и диких лугов, расположенных вокруг монастыря Сан-Херонимо-эль-Реаль, который обозначил восточную границу центра города Мадрид. Рядом были ещё две области, обозначенные как луга: «Реколетос-Аугустинос» (совпадающие с Пасео-де-Реколетос) и «Аточа» (рядом с нынешней площадью Императора Карла V). Все они были известны как Прадо-Вьехо. Таким образом, Музей Прадо получил своё название от бульвара, на котором до реконструкции располагался главный вход музея.

## История

### Предыстория
Первая городская реформа Прадо-Вьехо произошла в 1570 году под влиянием короля Филиппа II, который девятью годами ранее избрал своей резиденцией Мадрид. На углу улиц Каррера-де-Сан-Херонимо и Прадо находилось здание под названием Торресилья-де-ла-Мусика, которое появлялось на различных картах того времени. Проект заключался в выравнивании восточных кварталов города с целью создания зоны отдыха и досуга, расположенных вдоль течения ныне исчезнувшего канала Фуэнте-Кастеллана или Оливар, который протекал к востоку от центра города.
Результатом этой идеи стала посадка рощи. Сохранилось две картины XVII века с видом на бульвар: Пасео-дель-Прадо соединяется с Каррера де Сан-Херонимо (аноним); и Вид на Каррера-де-Сан-Херонимо и Пасео-дель-Прадо с процессией экипажей (1686, Ян ван Кессель III). Обе картины принадлежат Кармен Сервера и выставлены в музее Тиссена-Борнемисы.
В начале XVII века рядом с монастырем Сан-Иеронимо-эль-Реаль был построен Дворец Буэн-Ретиро — усадьба и королевская резиденция, закрывшая восточную часть Прадо-де-лос-Иеронимос. Из ансамбля дворца сохранились только Королевский зал и Танцевальный зал (известный как «Касон-дель-Буэн-Ретиро»), а также часть его садов, составляющих нынешний парк Буэн-Ретиро.Проект «Бульвар Прадо»
Во время правления Карла III городские реформы Мадрида планировались на тогдашней окраине города: Прадо-Вьехо, который, несмотря на то, что был очень популярным, впал в состояние заброшенности и утратил свою первоначальную функцию в качестве места отдыха.
Бульвар Прадо, как называлась эта грандиозная реформа, превратил эту лесистую местность в променад с садами и фонтанами. Идею выдвинул граф Аранда, председатель Кастильского совета. Работы начались в 1763 году. Идея состояла в том, чтобы объединить в единое целое разрозненные фрагменты перехода между городом к дворцовым комплексом Буэн-Ретиро, создав ограниченное пространство, украшенное фонтанами, статуями и тенистыми аллеями.
Проект был выполнен Хосе де Эрмосилья, который разработал грандиозный план, с большими фонтанами, простирающимися от одного конца к другому (Кибела, Нептун и Времена года или Аполлон). Фонтаны и декоративные элементы были спроектированы Вентурой Родригесом, который работала над скульптурами с самыми известными скульпторами того времени.
Бульвар пролегал от нынешней площади Сибелес (plaza de Cibeles) до площади Аточа (кольцевая развязка императора Карла V) и разделялся на три части. Первая, с фонтаном «Аполлон» (или «Времена года») его центре, и фонтанами «Кибела» и «Нептун» на её краях, получила название «Прадо-де-Аполло». Вторая часть проходила от «Нептуна» до Ботанического сада, перед которым находилась кольцевая развязка с четырьмя небольшими фонтанами (на перекрестке Калле-де-Эртас). И, наконец, набережная, которая проходила перед главным фасадом Ботанического сада, была третьей частью бульвара. В конце неё был размещен фонтан «Артишок», возвышающийся на фоне, как часть ограды Бульвара, Пуэрта-де-Аточа или Вальекас. Работы были завершены обустройством и украшением бульвара, ведущего к Пуэрта-де-Алькала (1774—1778 гг.), и перестройкой бульвара, идущего на юго-восток в сторону базилики Нуэстра-Сеньора-де-Аточа.
Между дворцами, по обеим сторонам, расположились Кабинет естественной истории (сегодня это главное здание музея Прадо), Королевский ботанический сад, фабрика по производству серебряных изделий Мартинеса (где сейчас находится Министерство здравоохранения) и Астрономическая обсерваториая — все это было спроектировано другим великим архитектором короля — Хуаном де Вильянуэвой.
Фонтан «Артишок» был перенесен на юго-западный край парка Буэн-Ретиро, хотя его современная копия находится в центре кольцевой транспортной развязки императора Карла V.
Начиная с момента, когда был заложен бульвар Прадо, хотя изначально это пространство предназначалось для частных резиденций, находятся дворец Буэнависта, на пересечении улиц Калле-де-Алькала и Пласа-де-Сибелес, и дворец Вильяэрмоса (в котором находится Музей Тиссена-Борнемисы), на углу площади Пласа-де-лас-Кортес и Пасео-дель-Прадо.

### Постройки XIX, XX и XXI веков
Дворец Линарес (1873 г.), здание Банка Испании (1891 г.) и дворец Мадридской фондовой биржи (1893 г.) были построены на площади Сибелес в XIX веке. Уникальными сооружениями XX века являются гостиницы «Ритц» (1910 г.) и «Отель-Палас» (1912 г.), а также Дворец связи (1919 г.), шедевр архитектора Антонио Паласиос Рамило.
К городскому значению этого района следует добавить существование очень интересной художественной концентрации, с музеем Прадо, Тиссен-Борнемисса и музеем Национального центра искусств Рейна София, последний уже на кольцевой транспортной развязке императора Карлоса V.
4 ноября 1999 г. Пасео-дель-Прадо был провозглашен памятником, представляющим культурное значение, а 11 ноября того же года был опубликован указ в «Официальном бюллетене Мадрида».
В феврале 2002 года португальский архитектор Алвару Сиза стал победителем международного конкурса, организованного Мадридским городским советом, на реконструкцию зоны Прадо-Реколетос и её окрестностей; проект был вдохновлен оригинальной концепцией бульвара Прадо и предусматривал расширение пешеходных зон, увеличение площади зеленых насаждений и устранение архитектурных преград. Однако проект был приостановлен, частично пересмотрен и заморожен, его можно считать незавершенным. Проект подвергся сильным давлениям оппозиции со стороны Кармен Тиссен-Борнемиса, престижных архитекторов и части граждан, так как они предложили вырубить деревья и включить пять дорог, которые были, наконец, сокращены до двух, чтобы избежать высокого уровня загрязнения окружающей среды в музее Тиссена-Борнемисы и Банке Испании.
6 февраля 2008 г. открылся мадридский центр распространения культуры CaixaForum, занимающее старое здание Централ-Электрика-дель-Медиодиа (1899 г.), реконструированное и переоборудованное для нового использования архитекторами Жаком Херцогом и Пьером де Меуроном. В его интерьере расположены выставочный, концертный и конференц-залы, книжный магазин и другие помещения. Вертикальный сад, примыкающий к главному зданию и являющийся поистине достопримечательностью комплекса, спроектирован Патриком Бланом.